# Camilla Pang
Camilla Sih Mai Pang (febrero de 1992) es una bióloga computacional británica, escritora y activista por los derechos de las personas con autismo.

## Biografía
Pang ha dicho que no era una niña típica y evaluó sus primeras amistades en términos de código informático. A la edad de ocho años le diagnosticaron un trastorno del espectro autista y le preguntó a su madre si había un manual de instrucciones para la vida.
A la edad de veintiséis años, Pang fue diagnosticado con trastorno por déficit de atención con hiperactividad (TDAH).
Pang asistió al Wycliffe College, Gloucestershire. Estudió matemáticas, física, biología y arte para el nivel avanzado de GCE. Ingresó a la Universidad de Bristol como estudiante de pregrado, donde se especializó en bioquímica. Obtuvo un doctorado en biología computacional en el University College London, donde su investigación fue supervisada por Christine Orengo.

## Carrera
Después de obtener su doctorado, Pang se unió a una compañía farmacéutica como investigadora postdoctoral. Su investigación considera el modelo computacional de la enfermedad en un esfuerzo por identificar nuevas opciones farmacéuticas para enfermedades neurológicas.
En 2020, Pang lanzó su primer libro, Explaining Humans: What Science Can Teach Us about Life, Love and Relationships. El libro explora lo que significa ser humano, discutiendo la etiqueta social, las relaciones y el perfeccionismo.
Junto con su investigación científica, Pang busca inspirar a los jóvenes a estudiar ciencias. Ha hablado abiertamente sobre su neurodiversidad e hizo campaña para aumentar la conciencia sobre el autismo entre las mujeres jóvenes.

### Premios y reconocimientos
En 2020, recibió el Premio de la Royal Society para libros de ciencia por sus memorias, Explaining Humans: What Science Can Teach Us about Life, Love and Relationships, traducido al español como Cómo ser humano: Lo que la ciencia nos enseña sobre la vida, el amor y las relaciones.